# Брати з Ґрімзбі
«Брати з Ґрімзбі» (англ. Grimsby) — американсько-британський комедійний фільм-екшн, знятий Луї Летер'є. Прем'єра стрічки в Україні відбулась 10 березня 2016 року. Фільм розповідає про пригоди двох братів — уболівальника-хулігана та агента секретної служби.

## У ролях
- Саша Барон Коен — Норман «Ноббі» Ґрімзбі
- Марк Стронг — Себастьян Ґрімзбі
- Айла Фішер — Маргарет
- Ребел Вілсон — Ліндсі
- Пенелопа Крус — Ронда Джордж
- Габурі Сідібе — Бану
- Аннабелль Волліс — Ліна Сміт
- Скотт Едкінс — Лукашенко
- Бархад Абді — Табансі Ньягура
- Темзін Еджертон — Карла
- Джон Бредлі-Вест — фан у пабі
- Іян Макшейн — керівник MI6 (в титрах не зазначений)

## Виробництво
Зйомки фільму почались 4 червня 2014 року в Ессексі.

## Сприйняття

### Оцінки
Фільм отримав змішані відгуки: Rotten Tomatoes дав оцінку 53 % на основі 40 відгуків від критиків (середня оцінка 5,5/10). Загалом на сайті фільм має погані оцінки, фільму зарахований «гнилий помідор» від кінокритиків, Internet Movie Database — 6,8/10 (3 734 голоси), Metacritic — 46/100 (10 відгуків критиків). Загалом на цьому ресурсі від критиків фільм отримав змішані відгуки.